# Први конгрес КП Босне и Херцеговине
Први оснивачки конгрес Комунистичке партије Босне и Херцеговине одржан је од 1. до 5. новембра 1948. у Фискултурном дому у Сарајеву. Конгресу је присуствовало 678 делегата од 54.150 чланова Комунистичке партије БиХ.
Процес формирања националних комунистичких партија у оквиру Комунистичке партије Југославије (КПЈ) започео је 1937. када су формиране КП Словеније и КП Хрватске, а настављен је у току Народноослободилачког рата, када је марта 1944. формирана КП Македоније и маја 1945. КП Србије. После дуже паузе, након Петог конгреса КПЈ, настављено је са формирањем републичких партијских организација, када је октобра 1948. дотадашњи Покрајински комитет КПЈ за Црну Гору претворен у КП Црне Горе, а Покрајински комитет КПЈ за Босну и Херцеговину у КП Босне и Херцеговине. 
Конгрес је отворио Ђуро Пуцар Стари секретар ПК КПЈ за Босну и Херцеговину који је делегатима прочитао Резолуцију о претварању Шесте покрајинске конференције КПЈ за Босну и Херцеговину у Први конгрес Комунистичке партије Босне и Херцеговине. Потом је изабрано радно председништво Конгреса и усвојен дневни ред — 1. Политички извештај ПК КПЈ за Босну и Херцеговину (подносилац Ђуро Пуцар), 2. Организациони извештај ПК КПЈ за Босну и Херцеговину (Цвијетин Мијатовић) и 3. Избор Централног комитета Ревизионе комисије КП Босне и Херцеговине. Делегате конгреса испред Централног комитета КПЈ поздравио је Моша Пијаде.
Другог дана Конгреса 2. новембра 1948. Ђуро Пуцар Стари поднео је извештај о политичком раду ПК КПЈ за Босну и Херцеговину, а трећег дана 3. новембра Цвијетин Мијатовић поднео је извештај о организационо-партијском раду Покрајинског комитета, а након оба реферата вођена је дискусија. Током рада Конгрес је усвојио Резолуцију о раду Покрајинског комитета КПЈ за Босну и Херцеговину, Резолуцију о наредним задацима Комунистичке партије Босне и Херцеговине и Резолуцију о оптужбама Информбироа и кампањи против КПЈ. Последњег дана 5. новембра Конгрес је изабрао 48 чланова Централног комитета и 9 чланова Ревизионе комисије Комунистичке партије Босне и Херцеговине.

## Централни комитет
Чланови Централног комитета Комунистичке партије Босне и Херцеговине изабрани на Првом оснивачком конгресу КП Босне и Херцеговине 5. новембра 1948. године:
1. Нисим Албахари
2. Љубо Бабић
3. Јозо Бакрач
4. Мухидин Бегић
5. Влајко Беговић
6. Џемал Биједић
7. Хасан Бркић
8. Васо Бутозан
9. Немања Влатковић
10. Тодор Вујасиновић
11. Светолик Госпић
12. Душан Грк
13. Угљеша Даниловић
14. Илија Дошен
15. Милутин Ђурашковић
16. Блажо Ђуричић
17. Нико Јуринчић
18. Хајрудин Капетановић
19. Осман Карабеговић
20. Душанка Ковачевић
21. Руди Колак
22. Никола Котле
23. Војо Крепо
24. Шефкет Маглајлић
25. Пашага Манџић
26. Слободан Марјановић
27. Шаћир Маслић
28. Илија Матерић
29. Саво Медан
30. Цвијетин Мијатовић
31. Милутин Морача
32. Асим Мујкић
33. Грујо Новаковић
34. Радован Папић
35. Лепа Перовић
36. Ђуро Пуцар Стари
37. Мићо Ракић
38. Славко Родић
39. Велимир Стојнић
40. Васо Трикић
41. Раде Хамовић
42. Слободан Херцег
43. Авдо Хумо
44. Никола Цвијетић
45. Родољуб Чолаковић
46. Владо Шегрт
47. Бошко Шиљеговић
48. Душко Шобот

## Политбиро ЦК
Чланови Политичког бироа (Политбиро) Централног комитета Комунистичке партије Босне и Херцеговине изабрани на првој седници Централног комитета 5. новембра 1948. године:
1. Ђуро Пуцар Стари, секретар
2. Угљеша Даниловић, члан Секретеријата
3. Цвијетин Мијатовић, члан Секретеријата
4. Авдо Хумо, члан Секретеријата
5. Шефкет Маглајлић, члан Секретеријата
6. Хасан Бркић, члан Политбироа
7. Илија Дошен, члан Политбироа
8. Нико Јуринчић, члан Политбироа
9. Руди Колак, члан Политбироа
10. Пашага Манџић, члан Политбироа
11. Радован Папић, члан Политбироа